# Bolszewik (obwód magadański)
Bolszewik – osiedle typu miejskiego w Rosji, w obwodzie magadańskim, w rejonie susumańskim, położone przy Trakcie Kołymskim, ok. 37 km na południowy zachód od Susumanu. W 2010 roku liczyło 96 mieszkańców.